# Tobak (rod)
Tobak (znanstveno ime Nicotiana) je rod zelnatih rastlin in grmičevja iz družine Solanaceae. Rod tobak je  domoroden v Amerikah, Avstraliji, jugozahodni Afriki in južnem Pacifiku. Različne  vrste roda Nicotiana, o katerih se v splošnem govori kot o tobaku, so kultivirane kot okrasne vrtne rastline. Navadni tobak (Nicotiana tabacum) gojijo po celem svetu za proizvodnjo listov tobaka za cigarete in druge tobačne proizvode.

## Vrste
- Nicotiana acaulis Speg.[2]
- Nicotiana acuminata (Graham) Hook.[2]
- Nicotiana africana Merxm.[2]
- Nicotiana alata Link & Otto – krilati tobak, Tanbaku (perzijsko)[2]
- Nicotiana ameghinoi Speg.[2]
- Nicotiana amplexicaulis N. T. Burb.[2]
- Nicotiana arentsii Goodsp.[2]
- Nicotiana attenuata Torrey ex S. Watson[2]
- Nicotiana azambujae L. B. Smith & Downs[2]
- Nicotiana benavidesii Goodsp.[2]
- Nicotiana benthamiana Domin[2]
- Nicotiana bonariensis Lehm.[2]
- Nicotiana burbidgeae Symon[2]
- Nicotiana cavicola N. T. Burb.[2]
- Nicotiana clevelandii A. Gray[2]
- Nicotiana cordifolia Phil.[2]
- Nicotiana corymbosa J. Rémy[2]
- Nicotiana cutleri D'Arcy[2]
- Nicotiana debneyi Domin[2]
- Nicotiana excelsior (J. M. Black) J. M. Black[2]
- Nicotiana exigua H.-M. Wheeler[2]
- Nicotiana forgetiana Hemsl.[2]
- Nicotiana fragrans Hooker[2]
- Nicotiana glauca Graham – tobakovec [2]
- Nicotiana glutinosa L.[2]
- Nicotiana goodspeedii H.-M. Wheeler[2]
- Nicotiana gossei Domin[2]
- Nicotiana hesperis N. T. Burb.[2]
- Nicotiana heterantha Kenneally & Symon[2]
- Nicotiana ingulba J. M. Black[2]
- Nicotiana kawakamii Y. Ohashi[2]
- Nicotiana knightiana Goodsp.[2]
- Nicotiana langsdorffii Weinm.[2]
- Nicotiana linearis Phil.[2]
- Nicotiana longibracteata Phil.[2]
- Nicotiana longiflora Cav.[2] – dolgocvetni tobak
- Nicotiana maritima H.-M. Wheeler[2]
- Nicotiana megalosiphon Van Huerck & Müll. Arg.[2]
- Nicotiana miersii J. Rémy[2]
- Nicotiana mutabilis Stehmann & Samir[2]
- Nicotiana nesophila I. M. Johnston[2]
- Nicotiana noctiflora Hook.[2]
- Nicotiana nudicaulis S. Watson[2]
- Nicotiana occidentalis H.-M. Wheeler[2]
- Nicotiana obtusifolia M. Martens & Galeotti (prej N. trigonophylla) – puščavski tobak[2]
- Nicotiana otophora Griseb.[2]
- Nicotiana paa Mart. Crov.[2]
- Nicotiana palmeri A. Gray[2]
- Nicotiana paniculata L.[2] – drobnocvetni tobak
- Nicotiana pauciflora J. Rémy[2]
- Nicotiana petuniodes (Griseb.) Millán.[2]
- Nicotiana plumbaginifolia Viv.[2]
- Nicotiana quadrivalvis Pursh – nadomešča starejše klasifikacije: N. multivalvis Lindl., N. plumbaginifolia Viv. var. bigelovii Torrey, N. bigelovii (Torrey) S. Watson.[2]
- Nicotiana raimondii J. F. Macbr.[2]
- Nicotiana repanda Willd.[2]
- Nicotiana rosulata (S. Moore) Domin[2]
- Nicotiana rotundifolia Lindl.[2]
- Nicotiana rustica L.[2] – kmečki tobak
- Nicotiana setchellii Goodsp.[2]
- Nicotiana simulans N. T. Burb.[2]
- Nicotiana solanifolia Walp.[2]
- Nicotiana spegazzinii Millán[2]
- Nicotiana stenocarpa H.-M. Wheeler[2]
- Nicotiana stocktonii Brandegee[2]
- Nicotiana suaveolens Lehm. – domač tobak[2]
- Nicotiana sylvestris Speg. & Comes[2]
- Nicotiana tabacum L. – navadni tobak (komercialna gojitev za proizvodnjo cigaret, cigar, žvečilnega tobaka itd.)[2]
- Nicotiana thrysiflora Bitter ex Goodsp.[2]
- Nicotiana tomentosa Ruiz & Pav.[2]
- Nicotiana tomentosiformis Goodsp.[2]
- Nicotiana truncata D. E. Symon[2]
- Nicotiana umbratica N. T. Burb.[2]
- Nicotiana undulata Ruiz & Pav.[2]
- Nicotiana velutina H.-M. Wheeler[2]
- Nicotiana wigandioides Koch & Fintelm.[2]
- Nicotiana wuttkei Clarkson & Symon[2]

### Vzgojeni križanci
- Nicotiana × didepta N. debneyi × N. tabacum[3]
- Nicotiana × digluta N. glutinosa × N. tabacum[4]
- Nicotiana × sanderae Hort. ex Wats. N. alata × N. forgetiana[3]

### Prej umeščeni v ta rod
- Petunia axillaris (Lam.) Britton et al. (as N. axillaris Lam.)[5]